# Liste der Verkehrsflughäfen in Australien und Ozeanien
Diese Liste stellt eine Übersicht der wichtigsten Verkehrsflughäfen auf dem australischen Kontinent sowie im Gebiet Ozeaniens dar.

## Wichtige australische und ozeanische Verkehrsflughäfen

### Amerikanisch-Samoa (Vereinigte Staaten)
| Name des Flughafens | IATA-Code | ICAO-Code | Passagiere | Zugeordnete Stadt |
| ------------------- | --------- | --------- | ---------- | ----------------- |
| Flughafen Pago Pago | PPG       | NSTU      |            | Pago Pago         |

### Australien
| Name des Flughafens                     | IATA-Code | ICAO-Code | Passagiere         | Zugeordnete Stadt                      |
| --------------------------------------- | --------- | --------- | ------------------ | -------------------------------------- |
| Flughafen Adelaide                      | ADL       | YPAD      | 03,07 Mio. 2021    | Adelaide, South Australia              |
| Flughafen Albury                        | ASP       | YMAY      | 00,07 Mio. 2021    | Albury, New South Wales                |
| Flughafen Alice Springs                 | ASP       | YBAS      | 00,26 Mio. 2021    | Alice Springs, Northern Territory      |
| Flughafen Ayers Rock                    | AYQ       | YAYE      | 00,07 Mio. 2021    | Yulara, Northern Territory             |
| Flughafen Avalon                        | AVV       | YMAV      | 01,40 Mio. 2012    | Avalon, Victoria                       |
| Flughafen Ballina                       | BNK       | YBNA      | 00,52 Mio. 2021    | Ballina, New South Wales               |
| Brisbane International Airport          | BNE       | YBBN      | 07,89 Mio. 2021    | Brisbane, Queensland                   |
| Flughafen Cairns                        | CNS       | YBCS      | 02,31 Mio. 2021    | Cairns, Queensland                     |
| Flughafen Canberra                      | CBR       | YSCB      | 01,02 Mio. 2021    | Canberra, Australian Capital Territory |
| Flughafen Coffs Harbour                 | CFS       | YCFS      | 00,14 Mio. 2021    | Coffs Harbour, New South Wales         |
| Flughafen Darwin                        | DRW       | YPDN      | 01,75 Mio. 2021    | Darwin, Northern Territory             |
| Flughafen Dubbo                         | DBO       | YSDU      | 00,07 Mio. 2021    | Dubbo, New South Wales                 |
| Flughafen Gladstone                     | GLT       | YGLA      | 00,14 Mio. 2021    | Gladstone, Queensland                  |
| Flughafen Goldcoast                     | OOL       | YBCG      | 02,08 Mio. 2021    | Goldcoast, Queensland                  |
| Flughafen Gove                          | GOV       | YPGV      | 00,04 Mio. 2021    | Nhulunbuy, Northern Territory          |
| Flughafen Hamilton Island               | HTI       | YBHM      | 00,33 Mio. 2021    | Hamilton Island, Queensland            |
| Flughafen Hervey Bay                    | HVB       | YHBA      | 00,51 Mio. 2021    | Hervey Bay, Queensland                 |
| Hobart International Airport            | HBA       | YMHB      | 01,27 Mio. 2021    | Hobart, Tasmanien                      |
| Flughafen Kalgoorlie-Boulder            | KGI       | YPKG      | 00,26 Mio. 2021    | Kalgoorlie-Boulder, Western Australia  |
| Flughafen Karratha                      | KTA       | YPKA      | 00,42 Mio. 2021    | Karratha, Western Australia            |
| Flughafen Launceston                    | LST       | YMLT      | 00,62 Mio. 2021    | Launceston, Tasmanien                  |
| Flughafen Mackay                        | MKY       | YBMK      | 00,65 Mio. 2021    | Mckay, Queensland                      |
| Flughafen Maroochydore                  | MCY       | YBMC      | 00,88 Mio. 2006/07 | Maroochydore, Queensland               |
| Flughafen Melbourne                     | MEL       | YMML      | 07,16 Mio. 2021    | Melbourne, Victoria                    |
| Flughafen Mildura                       | MQL       | YMIA      | 00,07 Mio. 2021    | Mildura, Victoria                      |
| Flughafen Mount Gambier                 | MGB       | YMTG      | 00,04 Mio. 2021    | Mount Gambier, South Australia         |
| Flughafen Mount Isa                     | ISA       | YBMA      | 00,19 Mio. 2021    | Mount Isa, Queensland                  |
| Flughafen Newcastle - Williamtown       | NTL       | YWML      | 00,46 Mio. 2021    | Newcastle, New South Wales             |
| Flughafen Newman                        | ZNE       | YNWN      | 00,31 Mio. 2021    | Newman, Western Australia              |
| Flughafen Paraburdoo                    | PBO       | YPBO      | 00,19 Mio. 2021    | Paraburdoo, Western Australia          |
| Flughafen Perth                         | PER       | YPPH      | 03,94 Mio. 2021    | Perth, Western Australia               |
| Flughafen Port Lincoln                  | PLO       | YPLC      | 00,14 Mio. 2021    | Port Lincoln, South Australia          |
| Flughafen Port Macquarie                | PQQ       | YPMQ      | 00,07 Mio. 2021    | Port Macquarie, New South Wales        |
| Flughafen Proserpine / Whitsunday Coast | PPP       | YBPN      | 00,31 Mio. 2021    | Proserpine, Queensland                 |
| Flughafen Rockhampton                   | ROK       | YBRK      | 00,40 Mio. 2021    | Rockhampton, Queensland                |
| Flughafen Sydney                        | SYD       | YSSY      | 07,89 Mio. 2021    | Sydney, New South Wales                |
| Flughafen Townsville                    | TSV       | YBTL      | 01,09 Mio. 2021    | Townsville, Queensland                 |
| Flughafen Wagga Wagga                   | WGA       | YSWG      | 00,07 Mio. 2021    | Wagga Wagga, New South Wales           |

### Cookinseln (Neuseeland)
| Name des Flughafens | IATA-Code | ICAO-Code | Passagiere      | Zugeordnete Stadt |
| ------------------- | --------- | --------- | --------------- | ----------------- |
| Flughafen Rarotonga | RAR       | NCRG      | 00,28 Mio. 2005 | Avarua            |

### Fidschi
| Name des Flughafens        | IATA-Code | ICAO-Code | Passagiere      | Zugeordnete Stadt |
| -------------------------- | --------- | --------- | --------------- | ----------------- |
| Suva Nausori Int’l Airport | SUV       | NFNA      | 02,49 Mio. 2019 | Suva              |
| Nadi International Airport | NAN       | NFFN      | 00,37 Mio. 2019 | Nadi              |

### Französisch-Polynesien (Frankreich)
| Name des Flughafens    | IATA-Code | ICAO-Code | Passagiere      | Zugeordnete Stadt |
| ---------------------- | --------- | --------- | --------------- | ----------------- |
| Flughafen Bora Bora    | BOB       | NTTB      | 00,18 Mio. 2021 | Bora Bora         |
| Flughafen Huahine-Fare | HUH       | NTTH      | 00,11 Mio. 2021 | Huahine           |
| Flughafen Moorea Témaé | MOZ       | NTTM      | 00,03 Mio. 2021 | Moorea            |
| Flughafen Tahiti       | PPT       | NTAA      | 00,79 Mio. 2021 | Papeete           |
| Flughafen Raiatea      | RFP       | NTTR      | 00,19 Mio. 2021 | Raiatea           |
| Flughafen Rangiroa     | RGI       | NTTG      | 00,08 Mio. 2021 | Rangiroa          |

### Guam (Vereinigte Staaten)
| Name des Flughafens          | IATA-Code | ICAO-Code | Passagiere      | Zugeordnete Stadt |
| ---------------------------- | --------- | --------- | --------------- | ----------------- |
| Flughafen Antonio B. Won Pat | GUM       | PGUM      | 02,87 Mio. 2007 | Hagåtña           |

### Kiribati
| Name des Flughafens | IATA-Code | ICAO-Code | Passagiere      | Zugeordnete Stadt |
| ------------------- | --------- | --------- | --------------- | ----------------- |
| Flughafen Bonriki   | TRW       | NGTA      | 00,66 Mio. 2012 | South Tarawa      |

### Marshallinseln
| Name des Flughafens      | IATA-Code | ICAO-Code | Passagiere      | Zugeordnete Stadt |
| ------------------------ | --------- | --------- | --------------- | ----------------- |
| Flughafen Marshallinseln | MAJ       | PKMJ      | 00,43 Mio. 2012 | Majuro            |

### Mikronesien
| Name des Flughafens | IATA-Code | ICAO-Code | Passagiere | Zugeordnete Stadt |
| ------------------- | --------- | --------- | ---------- | ----------------- |
| Flughafen Chuuk     | TKK       | PTKK      |            | Weno              |
| Flughafen Kosrae    | KSA       | PTSA      |            | Lelu              |
| Flughafen Pohnpei   | PNI       | PTPN      |            | Kolonia           |
| Flughafen Yap       | YAP       | PTYA      |            | Colonia           |

### Nauru
| Name des Flughafens | IATA-Code | ICAO-Code | Passagiere      | Zugeordnete Stadt |
| ------------------- | --------- | --------- | --------------- | ----------------- |
| Flughafen Nauru     | INU       | ANYN      | 00,31 Mio. 2012 | Yaren             |

### Neukaledonien (Frankreich)
| Name des Flughafens          | IATA-Code | ICAO-Code | Passagiere      | Zugeordnete Stadt |
| ---------------------------- | --------- | --------- | --------------- | ----------------- |
| Flughafen Lifou              | LIF       | NWWL      | 00,12 Mio. 2021 | Lifou             |
| Flughafen Nouméa-Magenta     | GEA       | NWWM      | 00,27 Mio. 2021 | Nouméa            |
| Flughafen Nouméa-La Tontouta | NOU       | NWWW      | 00,05 Mio. 2021 | Nouméa            |

### Neuseeland
| Name des Flughafens        | IATA-Code | ICAO-Code | Passagiere      | Zugeordnete Stadt |
| -------------------------- | --------- | --------- | --------------- | ----------------- |
| Flughafen Auckland         | AKL       | NZAA      | 15,12 Mio. 2012 | Auckland          |
| Flughafen Christchurch     | CHC       | NZCH      | 05,87 Mio. 2012 | Christchurch      |
| Flughafen Dunedin          | DUD       | NZDN      | 00,85 Mio. 2012 | Dunedin           |
| Flughafen Hamilton         | HLZ       | NZHN      | 00,41 Mio. 2005 | Hamilton          |
| Flughafen Nelson           | NSN       | NZNS      | 00,80 Mio. 2012 | Nelson            |
| Flughafen Palmerston North | PMR       | NZPM      | 00,54 Mio. 2012 | Palmerston North  |
| Flughafen Queenstown       | ZQN       | NZQN      | 01,05 Mio. 2012 | Queenstown        |
| Flughafen Wellington       | WLG       | NZWN      | 05,73 Mio. 2012 | Wellington        |

### Niue (Neuseeland)
| Name des Flughafens | IATA-Code | ICAO-Code | Passagiere | Zugeordnete Stadt |
| ------------------- | --------- | --------- | ---------- | ----------------- |
| Flughafen Niue      | IUE       | NIUE      |            | Alofi             |

### Nördliche Marianen (Vereinigte Staaten)
| Name des Flughafens | IATA-Code | ICAO-Code | Passagiere | Zugeordnete Stadt |
| ------------------- | --------- | --------- | ---------- | ----------------- |
| Flughafen Saipan    | SPN       | PGSN      |            | Saipan            |

### Osterinsel (Chile)
| Name des Flughafens            | IATA-Code | ICAO-Code | Passagiere | Zugeordnete Stadt |
| ------------------------------ | --------- | --------- | ---------- | ----------------- |
| Mataveri International Airport | IPC       | SCIP      |            | Hanga Roa         |

### Palau
| Name des Flughafens | IATA-Code | ICAO-Code | Passagiere      | Zugeordnete Stadt |
| ------------------- | --------- | --------- | --------------- | ----------------- |
| Flughafen Koror     | ROR       | PTRO      | 00,37 Mio. 2012 | Koror             |

### Papua-Neuguinea
| Name des Flughafens    | IATA-Code | ICAO-Code | Passagiere      | Zugeordnete Stadt |
| ---------------------- | --------- | --------- | --------------- | ----------------- |
| Flughafen Lae Nadzab   | LAE       | AYNZ      |                 | Lae               |
| Flughafen Port Moresby | POM       | AYPY      | 00,78 Mio. 2012 | Port Moresby      |

### Salomonen
| Name des Flughafens | IATA-Code | ICAO-Code | Passagiere      | Zugeordnete Stadt |
| ------------------- | --------- | --------- | --------------- | ----------------- |
| Flughafen Honiara   | HIA       | AGGH      | 00,91 Mio. 2012 | Honiara           |

### Samoa
| Name des Flughafens | IATA-Code | ICAO-Code | Passagiere      | Zugeordnete Stadt |
| ------------------- | --------- | --------- | --------------- | ----------------- |
| Flughafen Faleolo   | APW       | NSFA      | 00,86 Mio. 2012 | Apia              |

### Tonga
| Name des Flughafens | IATA-Code | ICAO-Code | Passagiere      | Zugeordnete Stadt |
| ------------------- | --------- | --------- | --------------- | ----------------- |
| Flughafen Fuaʻamotu | TBU       | NFTF      | 00,83 Mio. 2012 | Nukuʻalofa        |

### Tuvalu
| Name des Flughafens | IATA-Code | ICAO-Code | Passagiere      | Zugeordnete Stadt |
| ------------------- | --------- | --------- | --------------- | ----------------- |
| Flughafen Funafuti  | FUN       | NGFU      | 00,01 Mio. 2019 | Funafuti          |

### Vanuatu
| Name des Flughafens  | IATA-Code | ICAO-Code | Passagiere      | Zugeordnete Stadt |
| -------------------- | --------- | --------- | --------------- | ----------------- |
| Flughafen Bauerfield | VLI       | NVVV      | 00,86 Mio. 2012 | Port Vila         |

### Wallis und Futuna (Frankreich)
| Name des Flughafens          | IATA-Code | ICAO-Code | Passagiere | Zugeordnete Stadt |
| ---------------------------- | --------- | --------- | ---------- | ----------------- |
| Wallis Island Hihifo         | WLS       | NLWW      |            | Mata-Utu          |
| Flughafen Futuna Pointe Vele | FUT       | NLWF      |            | Leava             |